# Merle à col blanc
Turdus albicollis
Espèce
Répartition géographique
Statut de conservation UICN

 LC  : Préoccupation mineure
Le Merle à col blanc (Turdus albicollis) est une espèce d'oiseaux de la famille des Turdidae, originaire d'Amérique du Sud. Cette espèce est parfois considérée comme une sous-espèce du merle à gorge blanche.

## Habitat
Le Merle à col blanc habite les milieux forestiers de la majeure partie du nord de l'Amérique du Sud.

## Répartition et sous-espèces

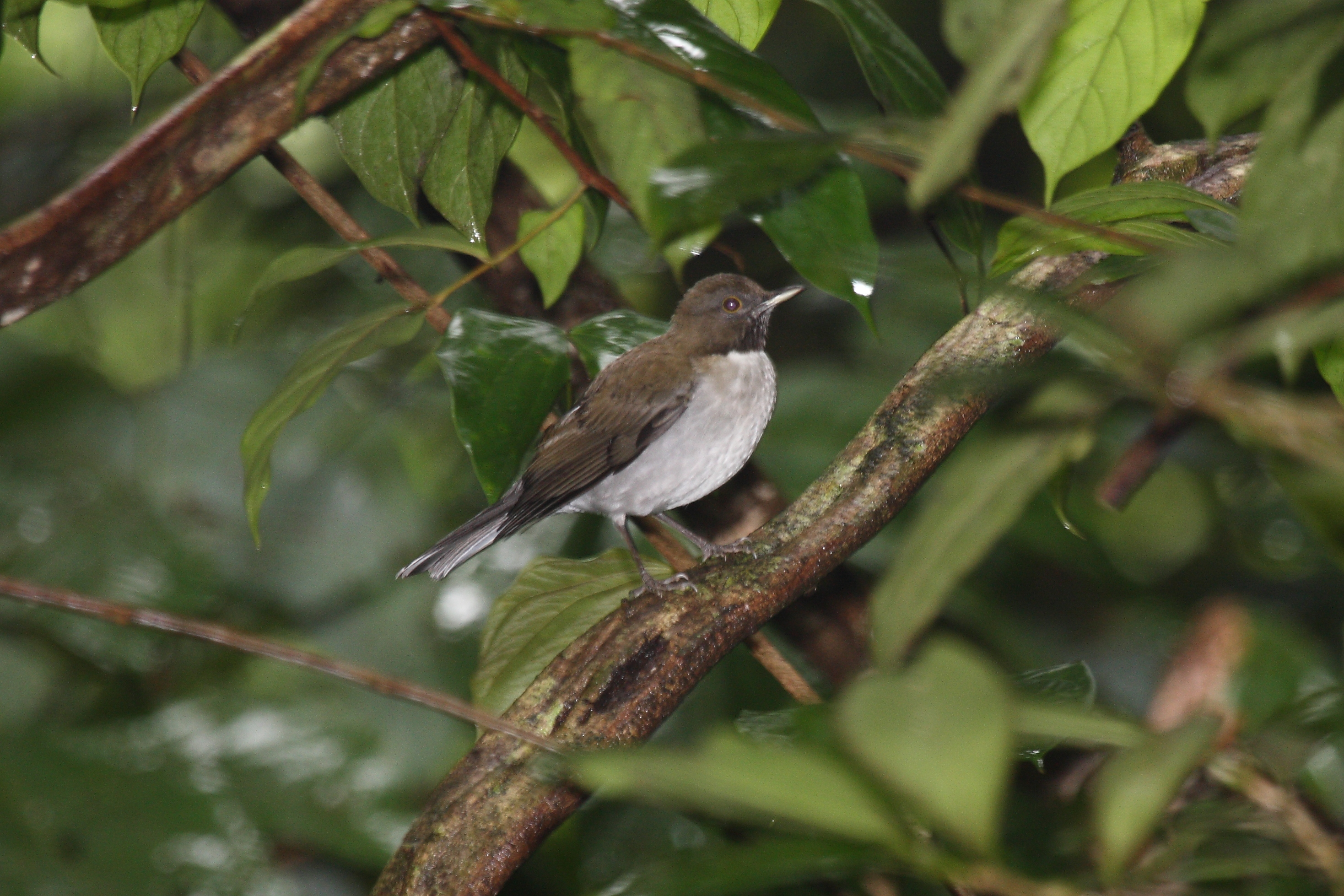
La sous-espèce T. a. phaeopygoides.

Selon la classification de référence du Congrès ornithologique international (15.1, 2025) il se répartit en sept sous-espèces (ordre phylogénique) :
- T. a. phaeopygoides Seebohm, 1881 — nord-est de la Colombie, nord du Venezuela et Trinité-et-Tobago  ;
- T. a. phaeopygus Cabanis, 1849 — nord de l'Amazonie ;
- T. a. spodiolaemus Berlepsch & Sztolcman, 1896 — ouest de l'Amazonie ;
- T. a. contemptus Hellmayr, 1902 — yungas ;
- T. a. crotopezus Lichtenstein, 1823 — est du Brésil ;
- T. a. albicollis Vieillot, 1818 — région Sud (Brésil) ;
- T. a. paraguayensis (Chubb, 1910) — sud-est de l'Amazonie, est du Paraguay et selva misionera (es).